# Chaux-la-Lotière
Chaux-la-Lotière ist eine Gemeinde im französischen Département Haute-Saône in der Region Bourgogne-Franche-Comté.

## Geographie
Chaux-la-Lotière liegt auf einer Höhe von 250 m über dem Meeresspiegel, acht Kilometer westsüdwestlich von Rioz und etwa 16 Kilometer nördlich der Stadt Besançon (Luftlinie). Das Dorf erstreckt sich im Süden des Departements, nördlich des Tals des Ognon in der Niederung des Ruisseau de l’Étang du Vau am Südfuß der Höhen des Bois du Chanois.
Die Fläche des 8,88 km² großen Gemeindegebiets umfasst einen Abschnitt der gewellten Landschaft zwischen den Flusstälern von Ognon im Süden und Saône im Nordwesten. Der zentrale Teil des Gebietes wird von Norden nach Süden vom Tälchen des Ruisseau de l’Étang du Vau durchquert, der für die Entwässerung zum Ognon sorgt. Auf beiden Seiten dieser Niederung breitet sich ein Plateau aus, das durchschnittlich auf 260 m liegt und leicht nach Süden geneigt ist. Es besteht aus Ablagerungen aus dem Tertiär. Die Fläche ist überwiegend von Acker- und Wiesland bestanden. Nach Norden erstreckt sich das Gemeindeareal in das hügelige Gebiet des Bois du Chanois (bis 330 m) und auf die Kuppe von Rochefort. Hier wird mit 338 m die höchste Erhebung von Chaux-la-Lotière erreicht.
Zu Chaux-la-Lotière gehören zwei Weilersiedlungen:
- La Lotière (225 m) im Tal des Ruisseau de l’Étang du Vau
- Rochefort (280 m) auf dem Plateau westlich des Ruisseau de l’Étang du Vau

Nachbargemeinden von Chaux-la-Lotière sind Cordonnet und Montarlot-lès-Rioz im Norden, Boult im Osten und Boulot im Süden.

## Geschichte
Die Spuren eines Lagerplatzes auf dem Châtelard weisen auf eine frühe Besiedlung des Gebietes hin. Im Mittelalter gehörte Chaux-la-Lotière zur Freigrafschaft Burgund und darin zum Gebiet des Bailliage d’Amont. Die lokale Herrschaft über das Dorf hatten die Herren von Boult inne. Zusammen mit der Franche-Comté gelangte Chaux-la-Lotière mit dem Frieden von Nimwegen 1678 definitiv an Frankreich. Heute ist das Dorf Mitglied des 33 Ortschaften umfassenden Gemeindeverbandes Communauté de communes du Pays Riolais.

## Sehenswürdigkeiten
Im Weiler Rochefort befindet sich ein ehemaliger Herrschaftssitz.

## Bevölkerung
| Jahr                       | 1962 | 1968 | 1975 | 1982 | 1990 | 1999 |
| Einwohner                  | 127  | 111  | 118  | 183  | 260  | 292  |
| Quellen: Cassini und INSEE |      |      |      |      |      |      |

Mit 521 Einwohnern (1. Januar 2022) gehört Chaux-la-Lotière zu den kleinen Gemeinden des Département Haute-Saône. Nachdem die Einwohnerzahl in der ersten Hälfte des 20. Jahrhunderts deutlich abgenommen hatte (1886 wurden noch 249 Personen gezählt), wurde seit Mitte der 1970er Jahre wieder ein kräftiges Bevölkerungswachstum verzeichnet. Seither hat sich die Einwohnerzahl fast verdreifacht.

## Wirtschaft und Infrastruktur
Chaux-la-Lotière war bis weit ins 20. Jahrhundert hinein ein vorwiegend durch die Landwirtschaft (Ackerbau, Obstbau und Viehzucht) und die Forstwirtschaft geprägtes Dorf. Wichtigster Arbeitgeber ist heute die Blechfabrik Plimétal. Daneben gibt es einige Betriebe des lokalen Kleingewerbes. In den letzten Jahrzehnten hat sich das Dorf zu einer Wohngemeinde gewandelt. Viele Erwerbstätige sind deshalb Wegpendler, die in den größeren Ortschaften der Umgebung und in der Agglomeration Besançon ihrer Arbeit nachgehen.
Der Ort liegt abseits der größeren Durchgangsachsen an einer Departementsstraße, die von Boult nach Bonnevent führt. Der nächste Anschluss an die Autobahn A36 befindet sich in einer Entfernung von ungefähr 15 km. Weitere Straßenverbindungen bestehen mit Boulot und Cordonnet.